# Xanthyris superba
Xanthyris superba là một loài bướm đêm trong họ Geometridae.